# Самце (џонгхаг)
Самце је један од двадесет џонгхага (округа) у Бутану. Налази се у западном делу Бутана. Административни центар и највећи град је истоимени град. Површина цонгхага је 1725 км² и дели границу са Индијом на западу, сверу и југу, а и истоку са џонгхагом Чукха и Хаа. Џонгхаг Самце се састоји из 19 гевога.
Историјски гледано Самце је ретко насељена област. Поčетком двадесетог века велики број Напалца се доселио у ову област како би помогао у крчењу шума. Због пораста броја становника, како наводе новине Куенсел било је недостатка стамбеног простора.
У области такође живи и мањински народ Лопи којих у читавом Бутану има око 2.500. Самце је био познат по томе што је у њему владала породица Гуруг Кхази од почетка двадесетог века, па све до шездесетих година двадесетог века.

## Језици
Доминантан језик у области је непалски којим говори заједница Лоцампа. Џонгка језик који је већински у држави говори се у источном делу области. Самтсе је такође дом неких од аутохтоних заједница Бутана који датирају пре доласка људи који говоре непалски и Џонгка језик. У североисточном делу Самцеа 2.000 људи говори Лепча језик, а дуж границе са џонгкхагом Чукха 2.500 људи говори Локпу језик.

## Економија и едукација
Област располаже природним богаствима, као што су руде Талк, Доломит и друге које се извозе. Такође постоји низ индустријских и производних јединица. Кардамон и Наранџе су најзаступљенији готовински усеви, иако се фармери баве и пољопривредом. Самце је познат као регион који је по узгоју кардамона први у Бутану.
У Самцеу се налази факултет Samtse College of Education, које је издвојено одељење Краљевског универзитета Бутана.